# Bagdad (chanson de Rosalía)
Pour les articles homonymes, voir Bagdad (homonymie).
Singles de Rosalía
Di mi nombre
(2018) De aquí no sales
(2019)
Bagdad (stylisé : Bagdad – Cap 7: Liturgia) est une chanson de la chanteuse espagnole Rosalía sortie le 2 novembre 2018 sous le label Sony Music et apparaissant sur l'album El mal querer. 

## Contexte
Dans une interview accordée à Apple Music, Rosalía déclare qu'elle s'est inspirée d'un club érotique de Barcelone appelé Bagdad ainsi que de la chanson Cry Me a River de Justin Timberlake : « Il a entendu la chanson et a dit : « Oui, tu peux utiliser la mélodie » ; j'étais tellement excitée parce qu'il n'approuve jamais rien »,.

## Clip
Le clip est réalisé par Helmi, filmé à Paris et publié le 4 décembre 2018 sur YouTube. Il met en scène la chanteuse dans le rôle d'une danseuse de strip club, dansant à la barre, portant une perruque blonde et une combinaison en latex rouge similaire à celui utilisé par Britney Spears dans le clip de Oops !.... I Did It Again en 2000.
Elle se rend dans les toilettes du bar après avoir eu une conversation téléphonique houleuse, où elle se met à pleurer au point que l'eau de ses larmes remplit toute la pièce, la noyant. La chanteuse indique que le clip est « Pour tous ceux qui ont eu le cœur brisé et se sont noyés dans leur chagrin ».

## Usage commercial
En 2021, Bagdad est incluse dans la bande originale de la quatrième saison de la série Élite de Netflix, ce qui contribue au succès de la  chanson.

## Certifications
| Pays    | Certification | Unités | Référence |
| ------- | ------------- | ------ | --------- |
| Espagne | Or            | 20 000 | [ 6 ]     |
| Mexique | Or            | 30 000 | [ 7 ]     |